# Col de Peyresourde
Le col de Peyresourde ([pɛj.ʁə.suʁ.də]) est un col routier des Pyrénées centrales, entre Arreau et Bagnères-de-Luchon. Il se situe à 1 568 m. Il est emprunté par la route des cols. Son sommet sur la route départementale 618 marque la limite entre les départements de la Haute-Garonne et des Hautes-Pyrénées.

## Toponymie
Le nom signifie littéralement « pierre sourde ».

## Géographie

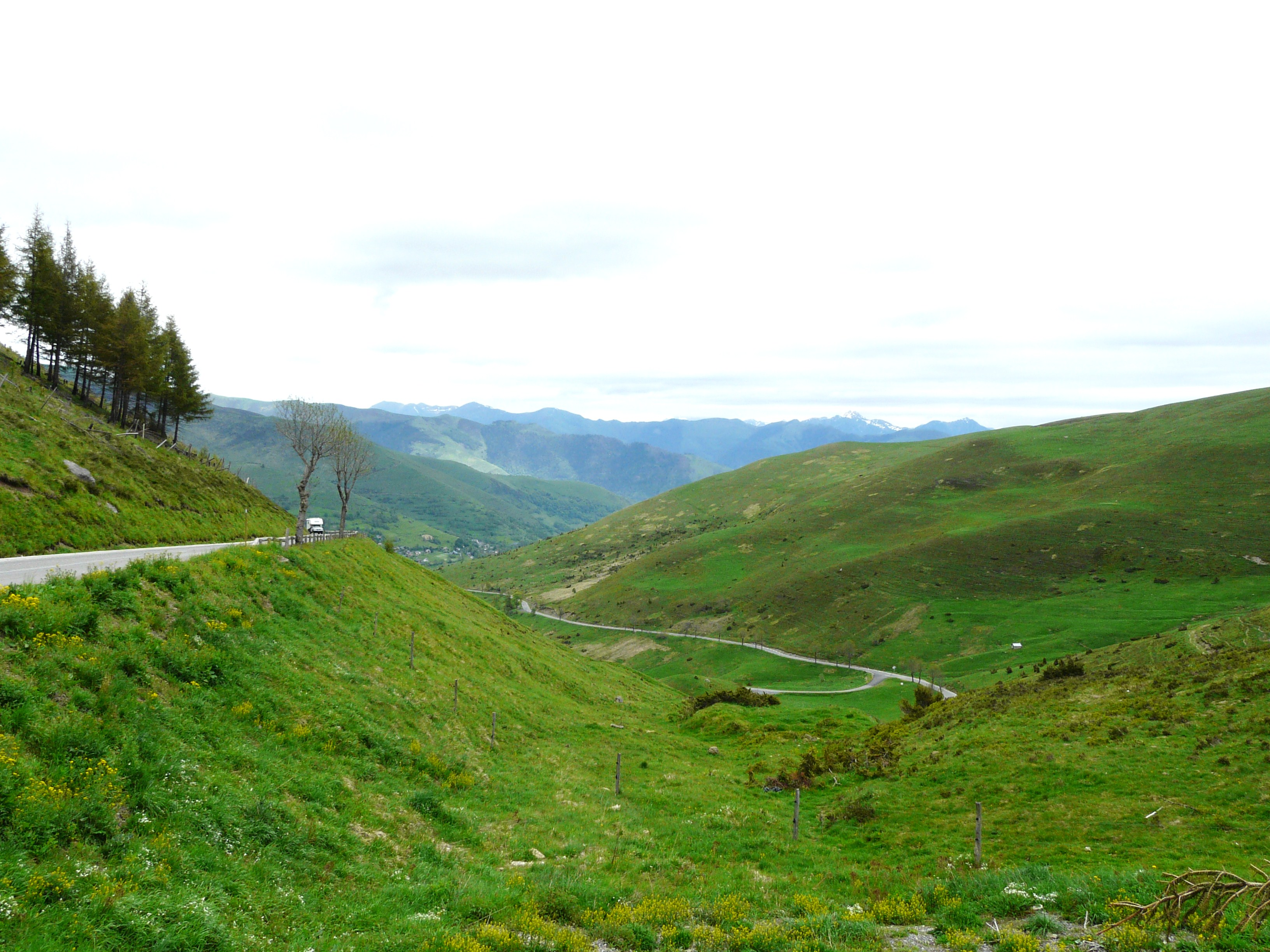
Vue vers la Haute-Garonne

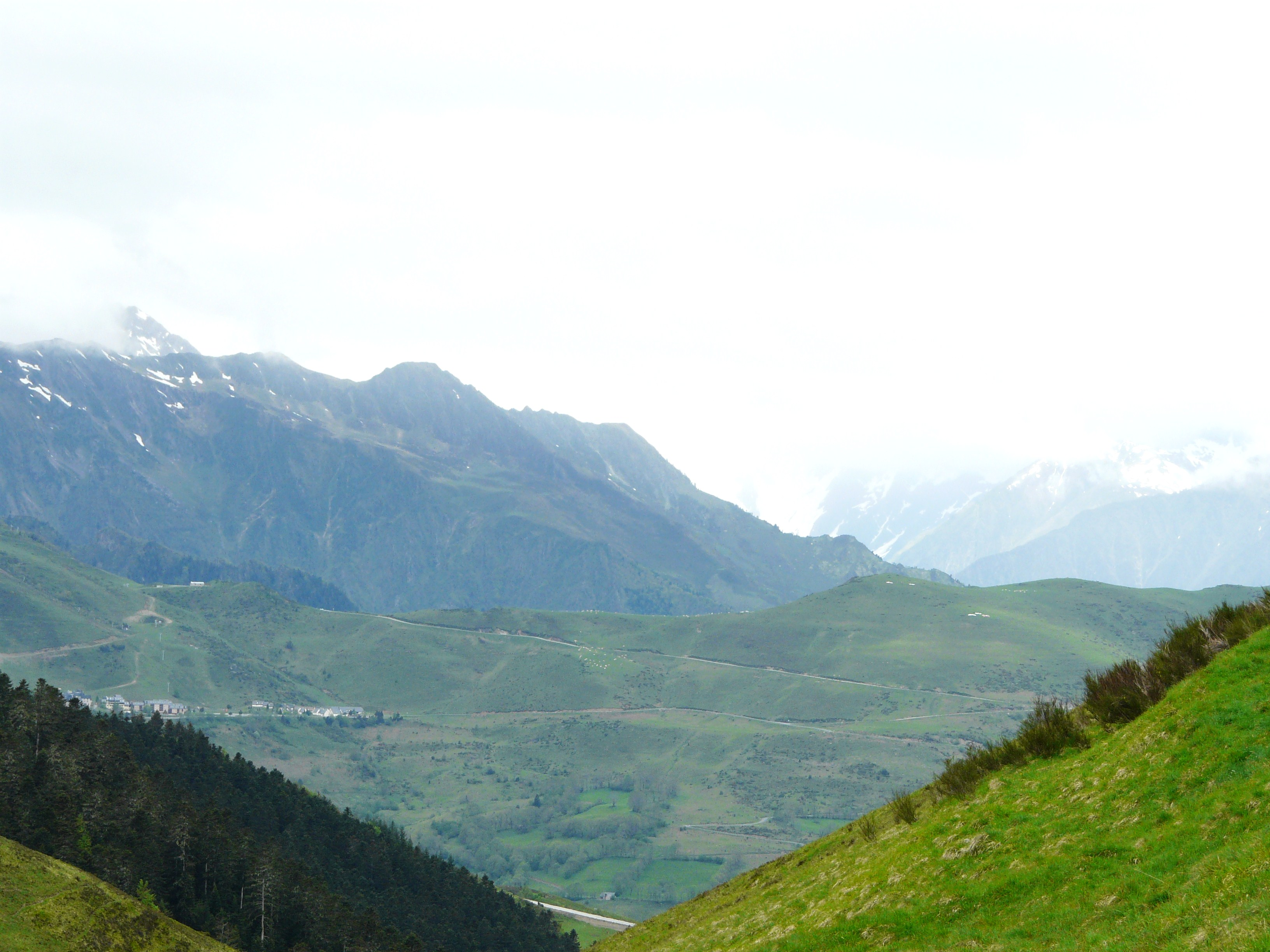
Vue vers les Hautes-Pyrénées

Le col de Peyresourde permet de relier les vallées du Louron (Hautes-Pyrénées) et du Larboust (Haute-Garonne). Côté Hautes-Pyrénées, le versant ouest se situe sur la commune de Loudervielle. Côté Haute-Garonne, le versant est se répartit entre les communes de Portet-de-Luchon au nord, et Garin au sud.
À proximité du col se trouve la station de ski Peyragudes, accessible depuis les deux versants. L'altiport de Peyresourde-Balestas se trouve à trois kilomètres à l'ouest du col.
Le col de Peyresourde se trouve sur l'estive de Garin, d'une superficie d'environ 380 hectares et débordant sur la commune de Loudervielle.

## Histoire
Le col a été de tous temps le passage principal entre le Louron, le Larboust et Luchon. Côté Larboust, la route a été tracée au XVIIIe siècle par ordre de l'intendant de la généralité de Gascogne, Antoine Mégret d'Étigny.
M. Achille Jubinal, lors de la séance du corps législatif du 22 juin 1868, s'exclame :

« Écoutez ceci : il y a cinq ou six ans, on ne traversait le col d'Aspin qu'à cheval. Maintenant, grâce à l'Empereur, qui a eu personnellement l'idée des routes thermales, nous passons au col de Torte et au col d'Aspin, à 1 800 mètres au-dessus du niveau de la mer ; à Tourmalet, ainsi qu'au col de Geyresourde, qui descend par Luchon ; nous passons à 2 000 mètres d'altitude avec des voitures à quatre chevaux, aussi facilement que vous traversez en Daumont la place de la Concorde. (Exclamations et rires.)
Pourquoi donc un chemin de fer ne pénétrerait-il pas là où vont à présent les voitures ? »

## Cyclisme

### Profil de l'ascension
Sur le versant nord-ouest, l’ascension démarre du rond-point (910 m) avant Avajan pour 9,85 km à 6,7 %. Cependant, en venant d’Arreau (rond-point des routes D19, D919 et D929 ; 721 m), on a déjà 8,5 km à 2,2 % pas toujours réguliers dans la vallée du Louron avant d’arriver à Avajan ; ou 7,5 km en partant de l’usine hydro-électrique (736 m) d’Arreau.
Depuis le rond-point avant Avajan, l’ascension commence par une très courte descente. Et après avoir commencé à grimper,  la route devient presque plane sur le kilomètre suivant, au niveau d'Anéran-Camors. Néanmoins après ce début irrégulier, la pente se durcit et est beaucoup plus stable sur les sept derniers kilomètres. Au cours de l’ascension, on aperçoit parfois sur la droite le village de Vielle-Louron et le plan d’eau d’Avajan. En arrivant au lacet de Loudervielle (1 157 m) après 4,6 km d’ascension, on peut apercevoir sur sa droite toute la route grimpée jusque-là. À partir de l’épingle un peu plus loin et la route devient beaucoup plus rectiligne, avec des pentes souvent à 7 et 8 % et quelques vues sur lac de Génos-Loudenvielle plus bas. À 2,65 km du sommet, on parvient à la source Hangasses (1 369 m) et à la nouvelle route de Peyresourde-Balestas servant parfois au Tour de France pour les arrivées à Peyragudes. Cependant, on continue sur la D618 et le final est rectiligne et exposé au vent, avec une pente moyenne d’un peu plus de 7,5 % sur ce dernier tronçon avec un aplanissement suivant le croisement avec la D117 (ancienne route de Peyresourde-Balestas) dans les derniers hectomètres, suivant lui-même un passage plus difficile. Le caractère rectiligne de cette fin d'ascension permet une descente rapide dans l'autre sens.
De manière un peu plus courte, l’ascension peut commencer à Armenteule (940 m environ) pour 8,45 km à 7,4 %, en partageant les 7,2 derniers kilomètres de ce versant nord-ouest.

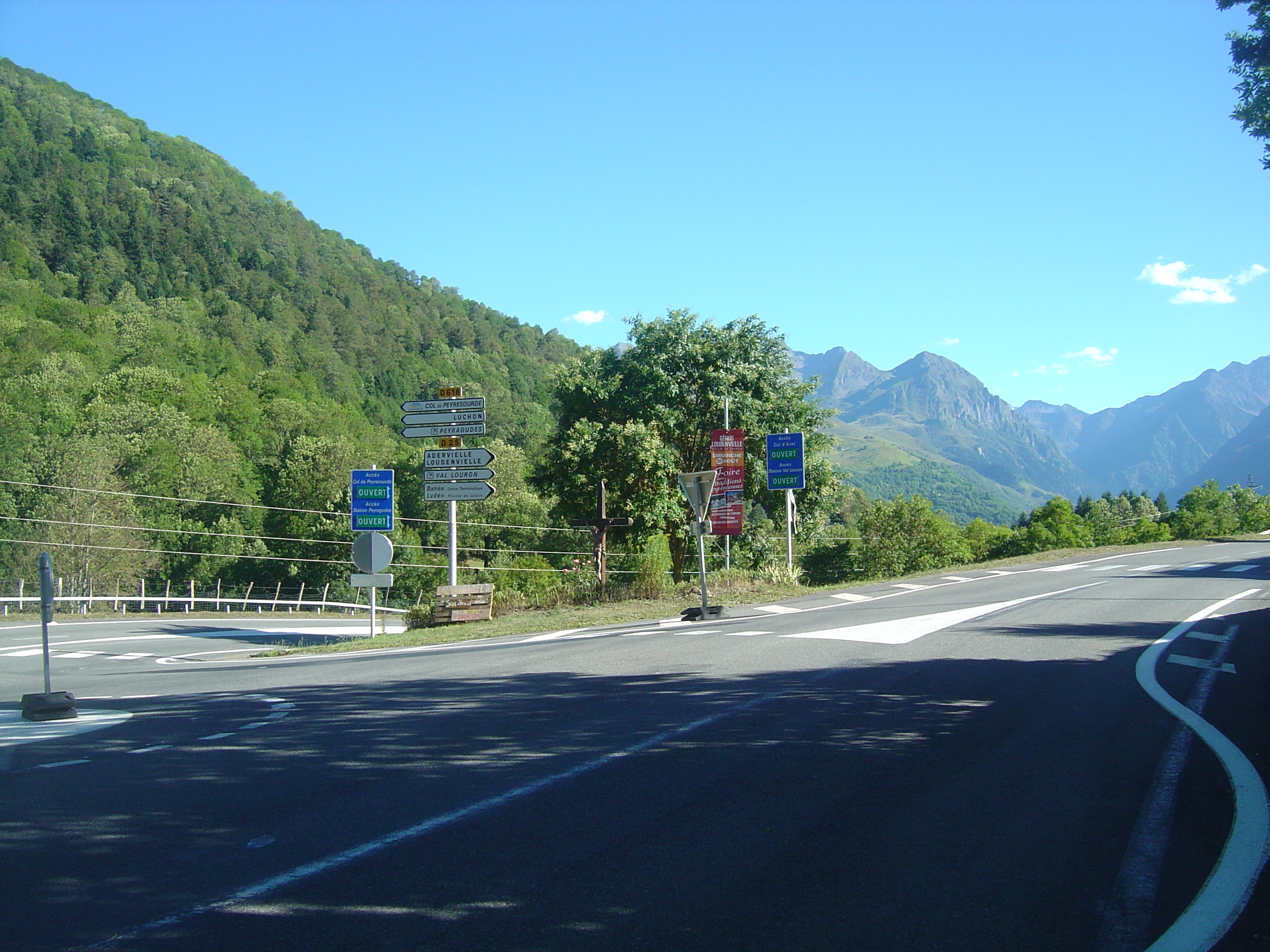
Le rond-point d'Avajan (910 m) au pied de l'ascension. La route à gauche va vers le col de Peyresourde, la route à droite vers Vielle-Louron, Adervielle, Génos et le lac de Génos-Loudenvielle.
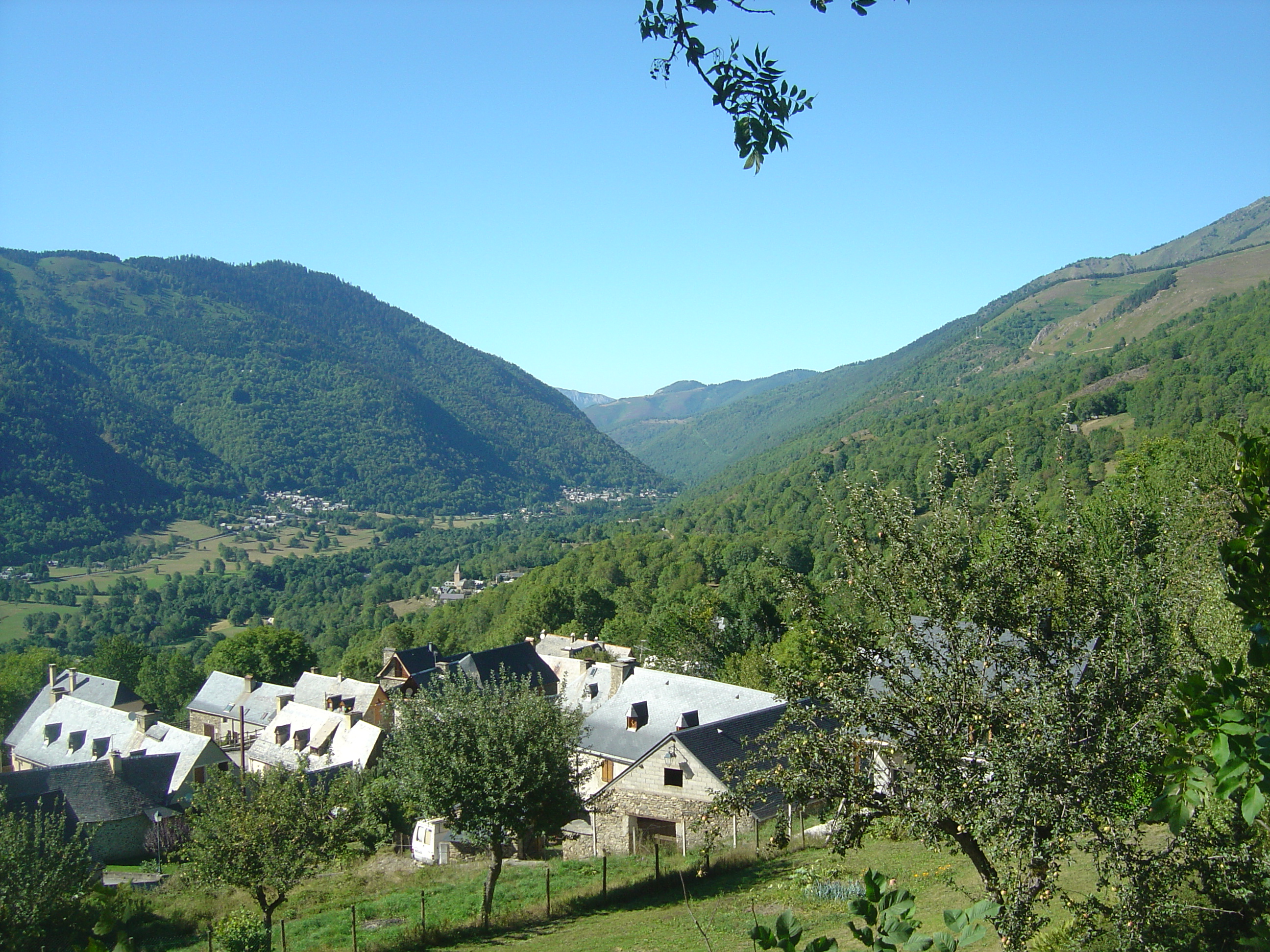
En arrivant au lacet de Loudervielle (1 157 m), on aperçoit la vallée de la Neste de Louron, grimpée jusqu'ici.
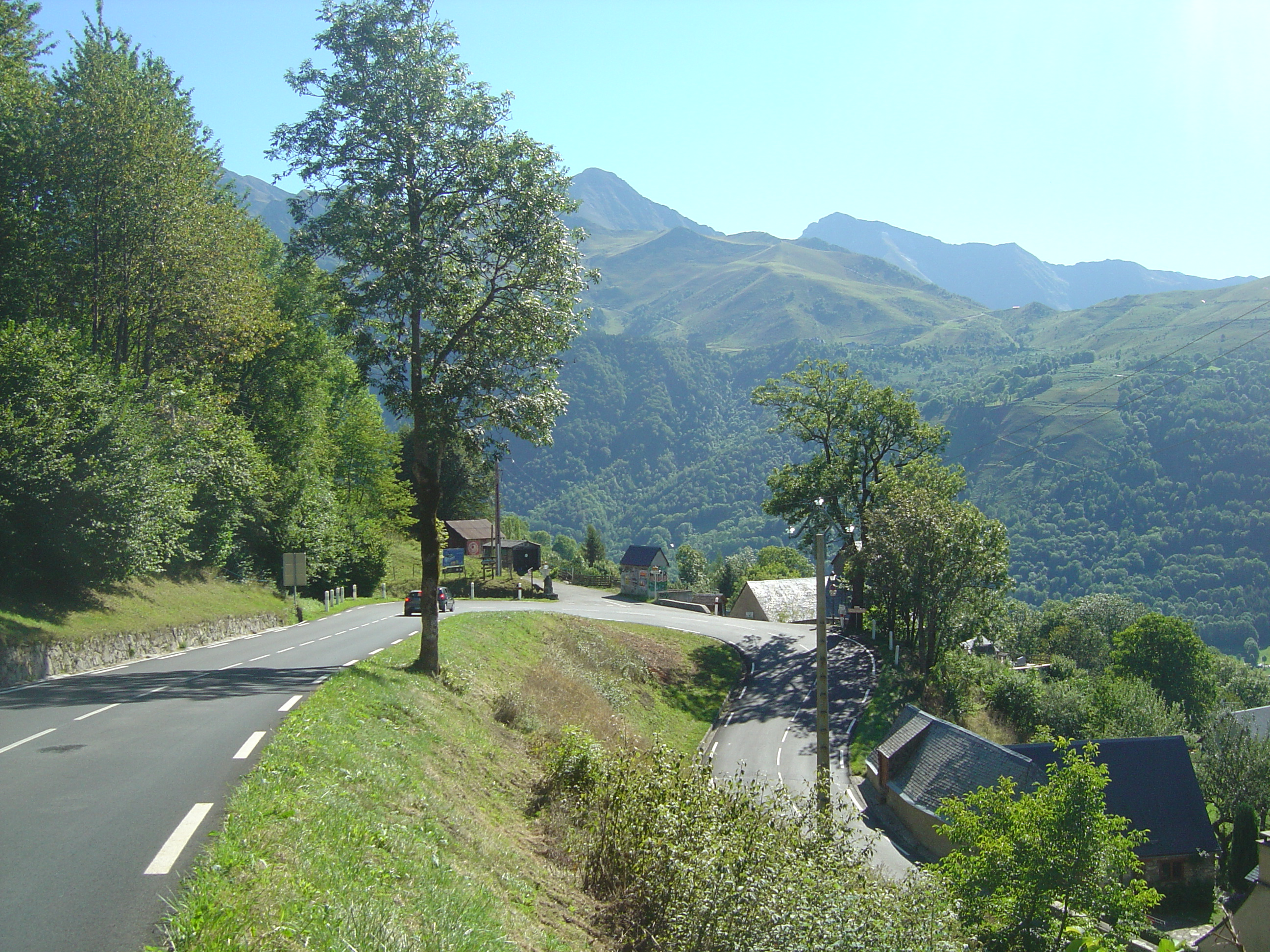
L'épingle de Loudervielle à 1 157 m d'altitude.
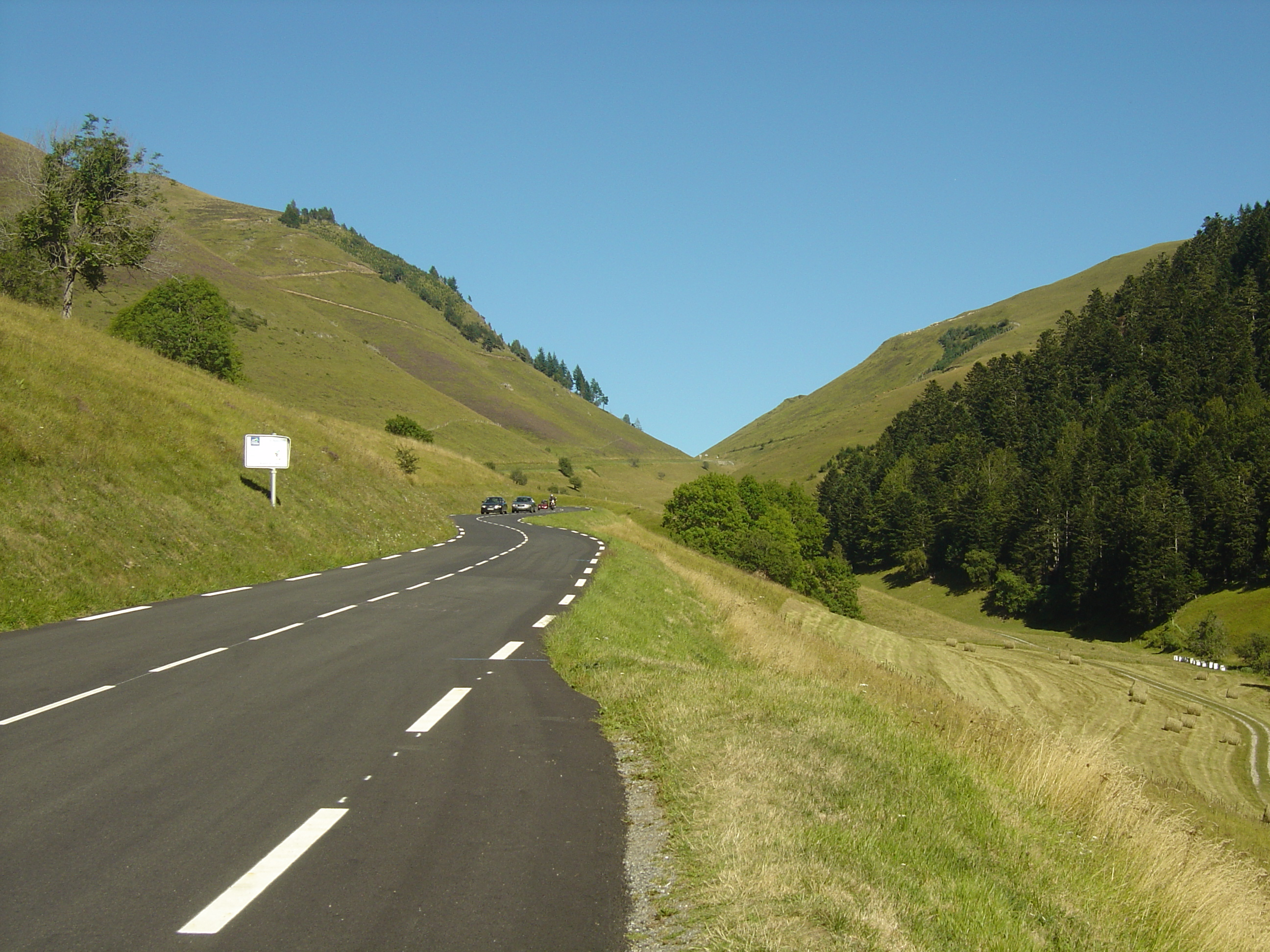
Un peu plus loin le panneau qui annonce les deux derniers kilomètres de l'ascension, affichés à 8 % de moyenne. Vue sur le final de l'ascension.
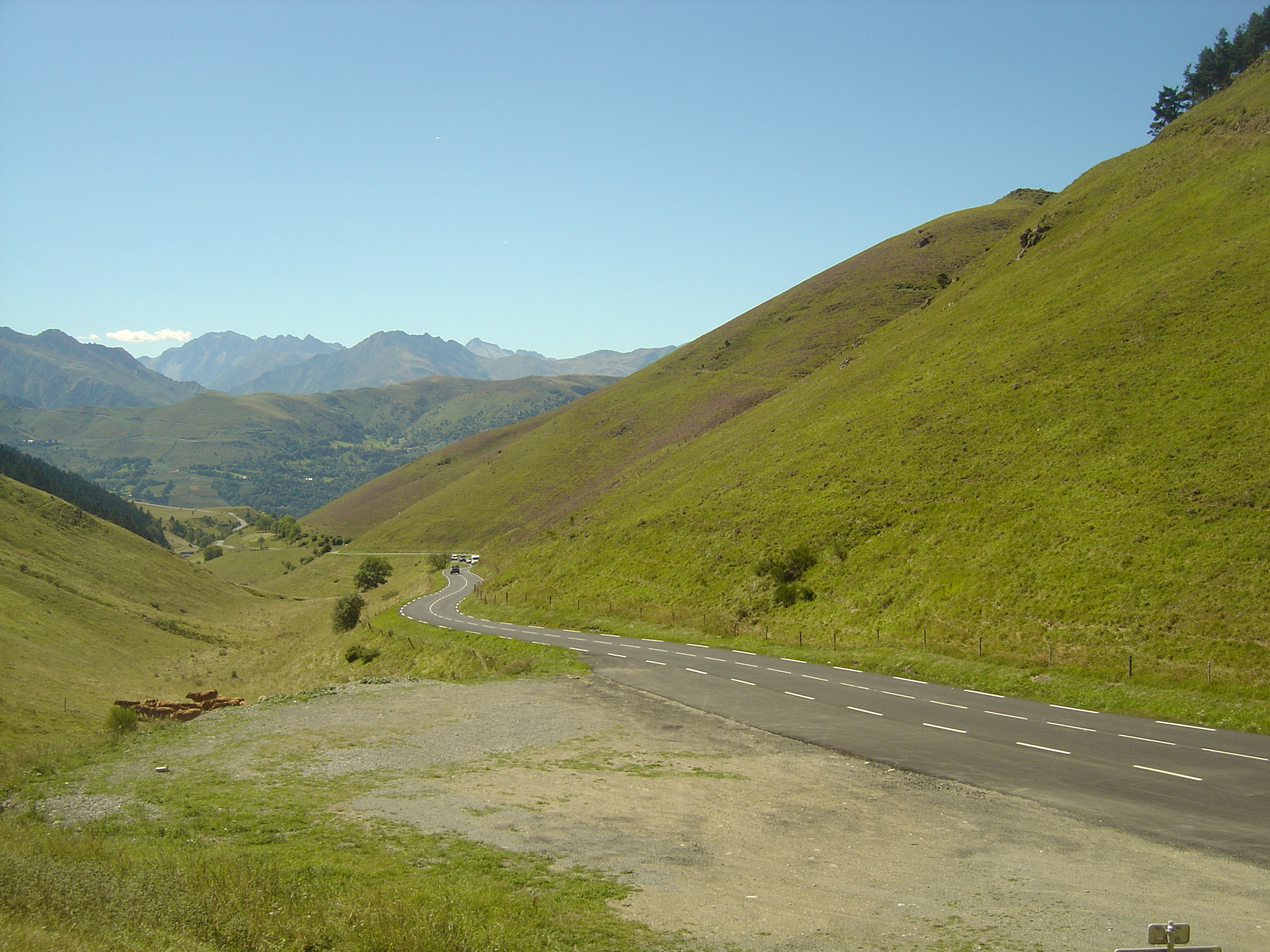
Vue en arrière sur la route des deux derniers kilomètres de l'ascension.

Sur le versant est, la montée commence au grand-rond-point (627 m) à l’entrée de Bagnères-de-Luchon et au départ de la route D618, entre la rue Alexandre Fleming, l’avenue du maréchal Foch et le cours de la Casseyde, pour 13,7 km à 6,9 %. La route s’élève rapidement le long de l’avenue Jean Moulin jusqu’à dominer la ville de Luchon. Mais après cela on peut profiter d’une portion de replat, le long du ruisseau de l’One. La route recommence à grimper après environ 3 km d’ascension, vers le pont de Miey. La pente est donc irrégulière sur ces premiers kilomètres d’ascension. Après 4 km d’ascension, juste après être passé devant la chapelle de Saint-Aventin, la D618 rejoint le carrefour (829 m) avec la route du port de Balès.
La route grimpe ensuite  à près de 8 % jusqu’au village de Saint-Aventin avant un court replat au niveau de Castillon-de-Larboust mais on aperçoit plus haut la route grimper plus sèchement. On arrive à un nouveau palier au village de Garin avant que la pente ne reparte de plus belle à la sortie du village. Après une aire avec la chapelle Saint-Pierre de la Moraine et la stèle en l’honneur de l’écrivain Pierre de Gorsse se situe une petite fontaine, idéal pour se rafraîchir en été avant le final de l’ascension, d'autant que jusqu'ici la montée était peu ombragée, notamment parce que la route est large. D'autres fontaines se situaient plus en amont, dans le village de Saint-Aventin et ses abords. Après 8,9 km d’ascension, on arrive au croisement (1 180 m) avec la route des Agudes. On reste sur la D618 et de là, il reste encore 4,8 km à 8,1 % de moyenne jusqu’au col de Peyresourde, sur une route généralement bordée de feuillus et avec des vues sur des villages au pied de la montagne d’Espiau (1 881 m). À environ 3 km du sommet, on aperçoit le col de Peyresourde, que l’on atteint par une série de lacets.

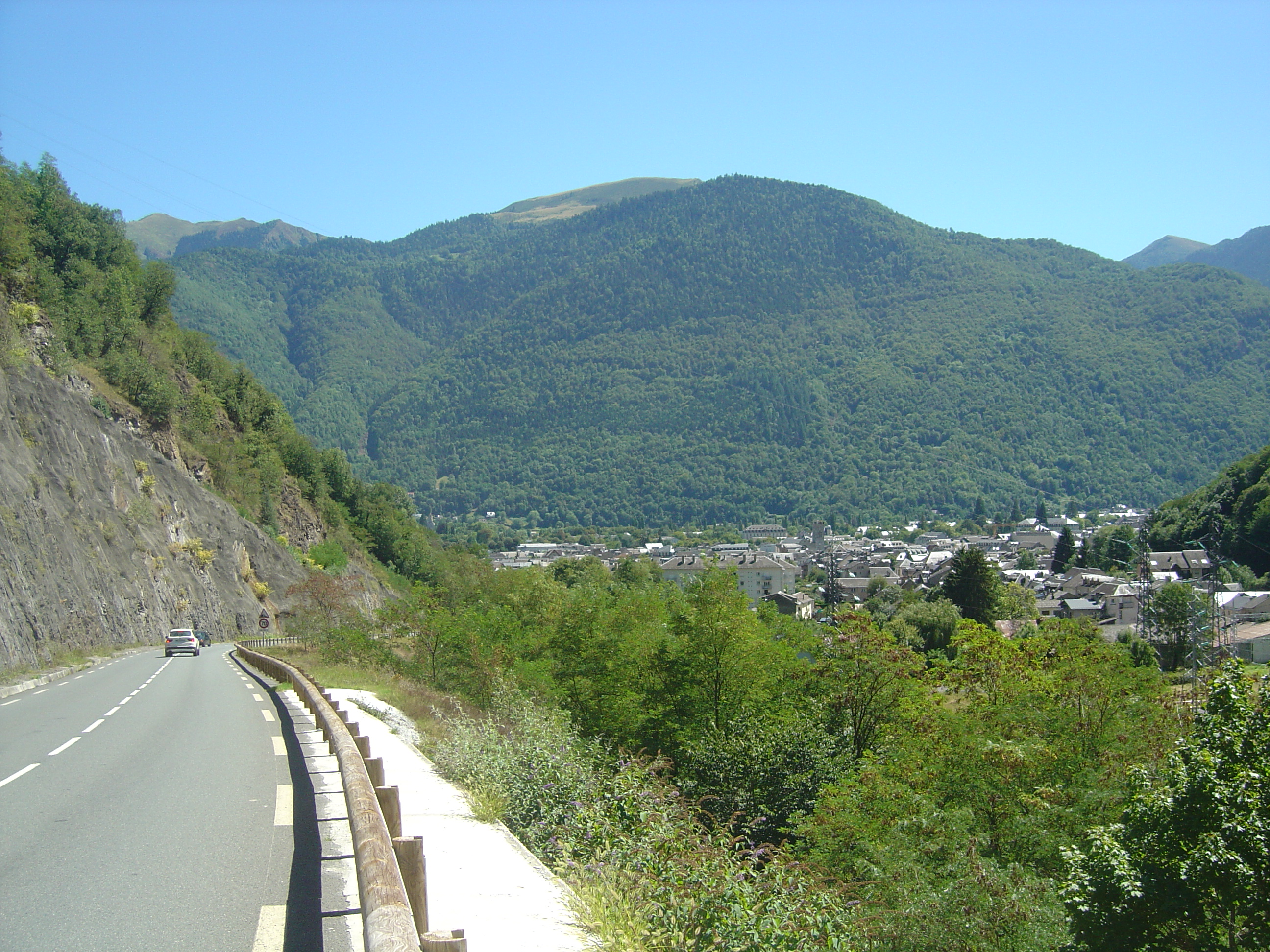
Vue sur Bagnères-de-Luchon au début de l’ascension.
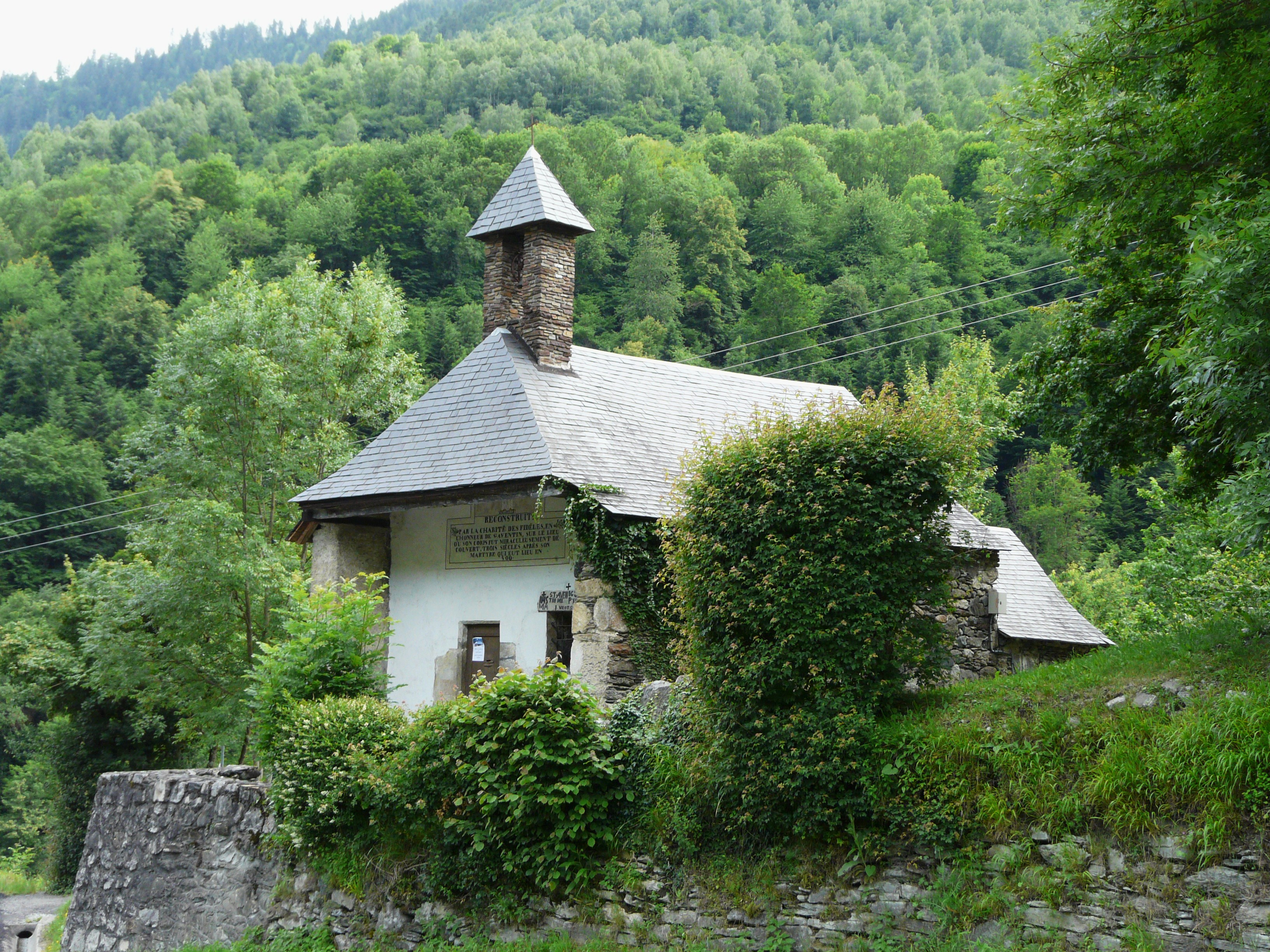
La chapelle de Saint-Aventin, juste avant le carrefour avec la route du port de Balès.
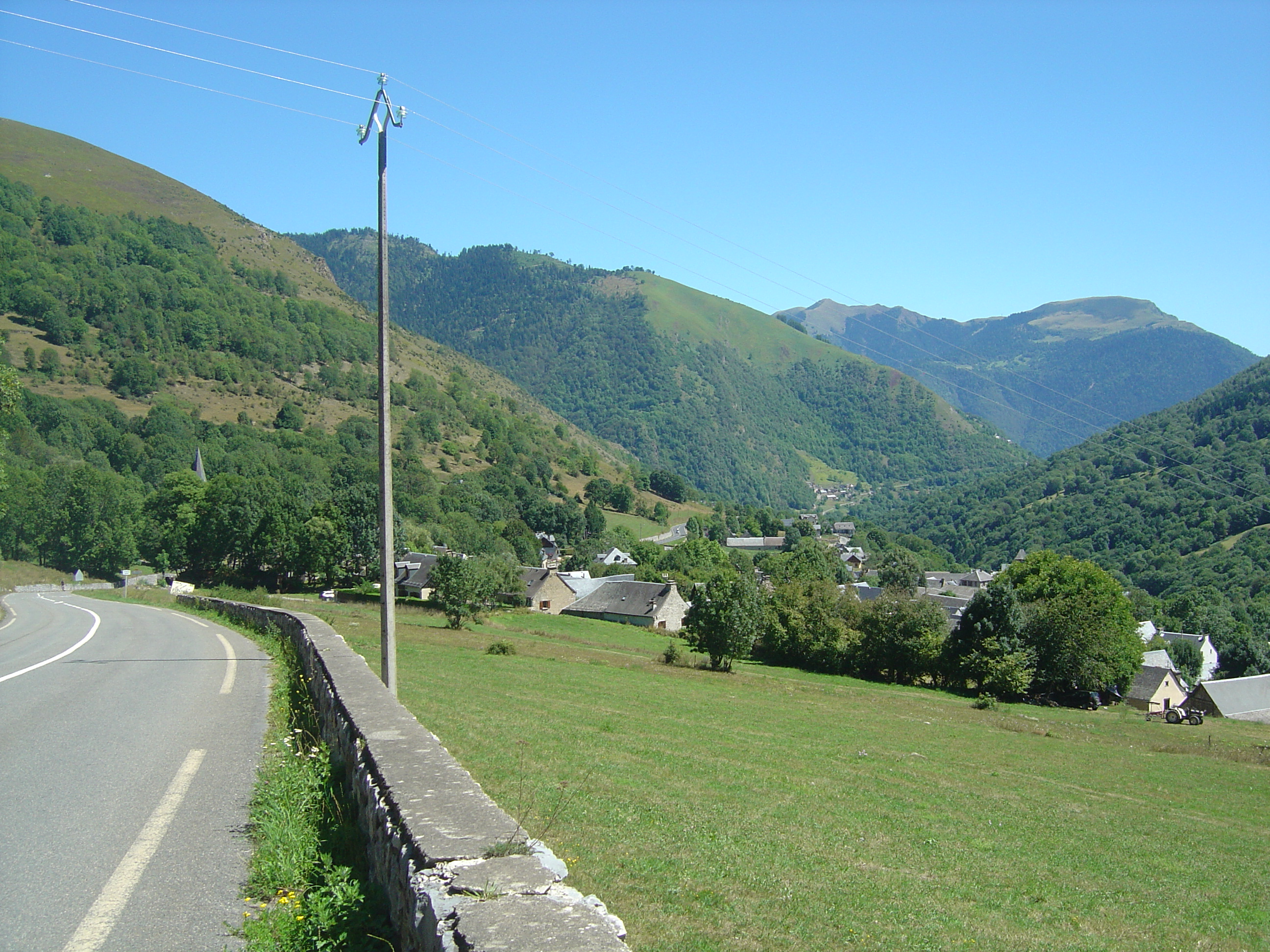
Vue en arrière après Cazeaux-de-Larboust sur la vallée parcourue jusqu'ici.
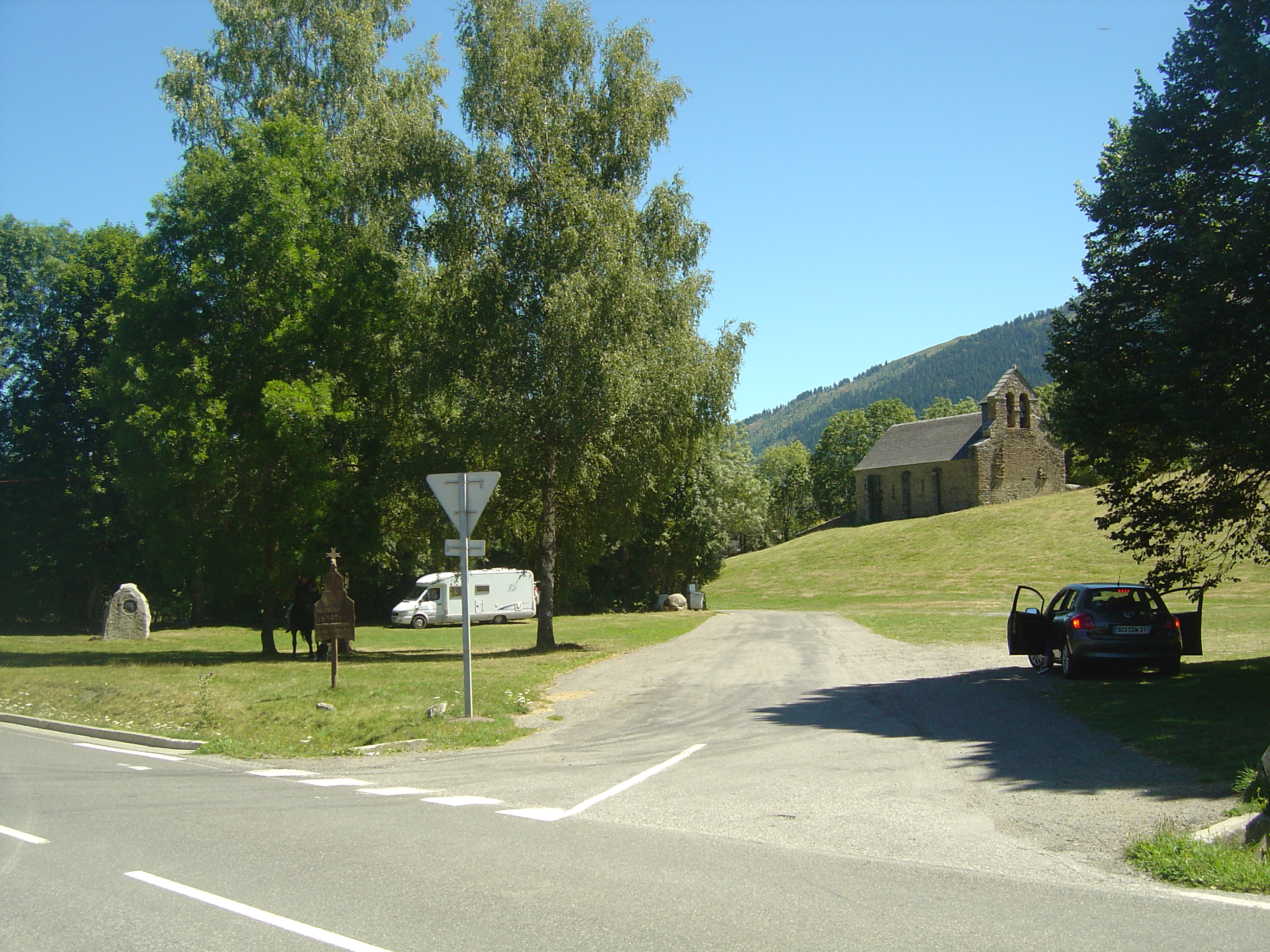
Après Garin, la chapelle Saint-Pierre et la stèle en l’honneur de Pierre de Gorsse.
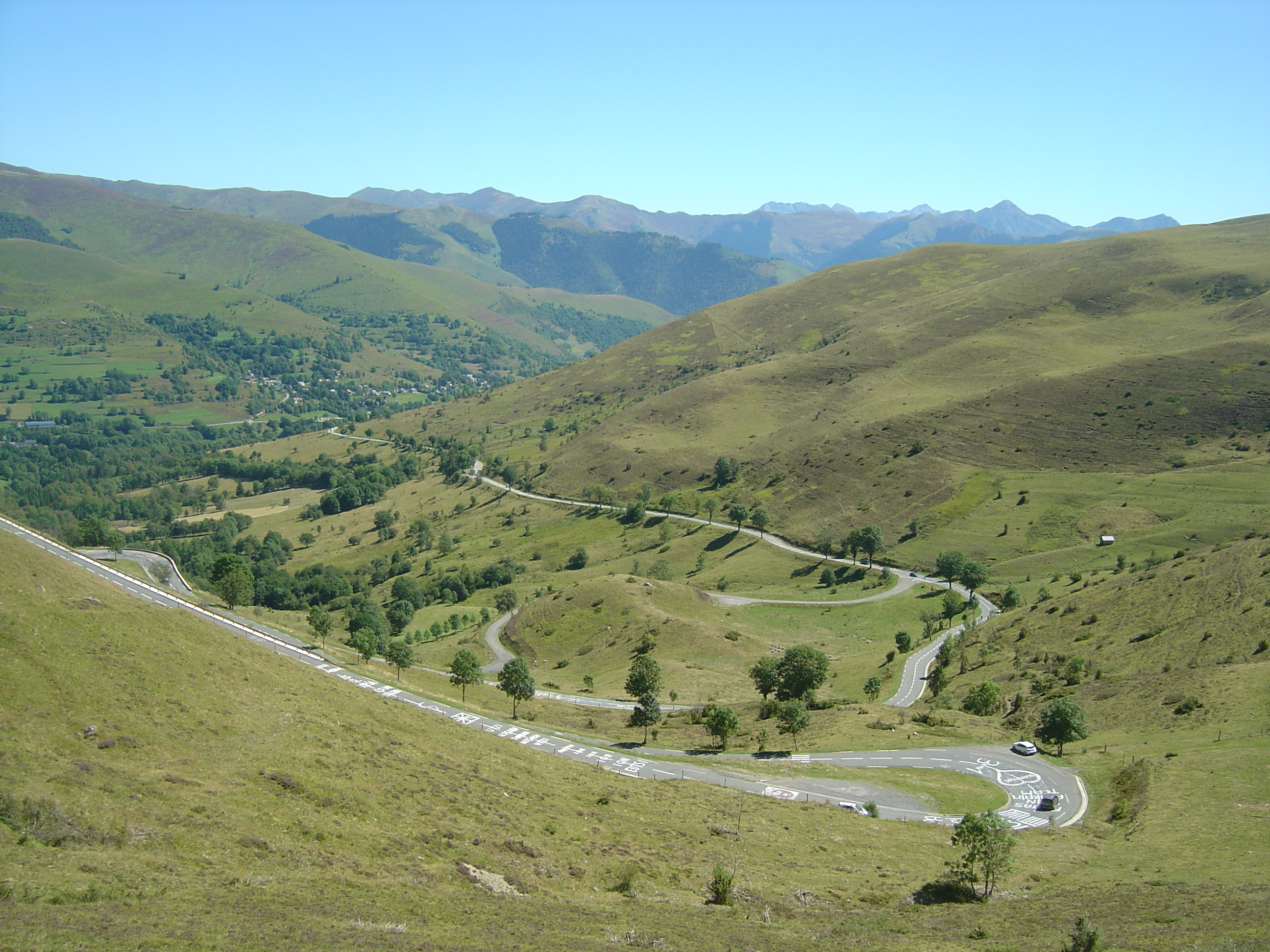
Vue sur la dernière série de lacets du col de Peyresourde.

À partir du village de Garin (1 105 m) se trouve une route alternative, la D76, de 5,45 km à 5,7 %, qui passe par plusieurs villages (Cathervielle, Poubeau, Portet-de-Luchon) et qui revient sur l’itinéraire classique, la D618, pour les 1 800 derniers mètres de l’ascension. Et dans ce cas, l’ascension totale fait 14,9 km à 6,3 % de moyenne.

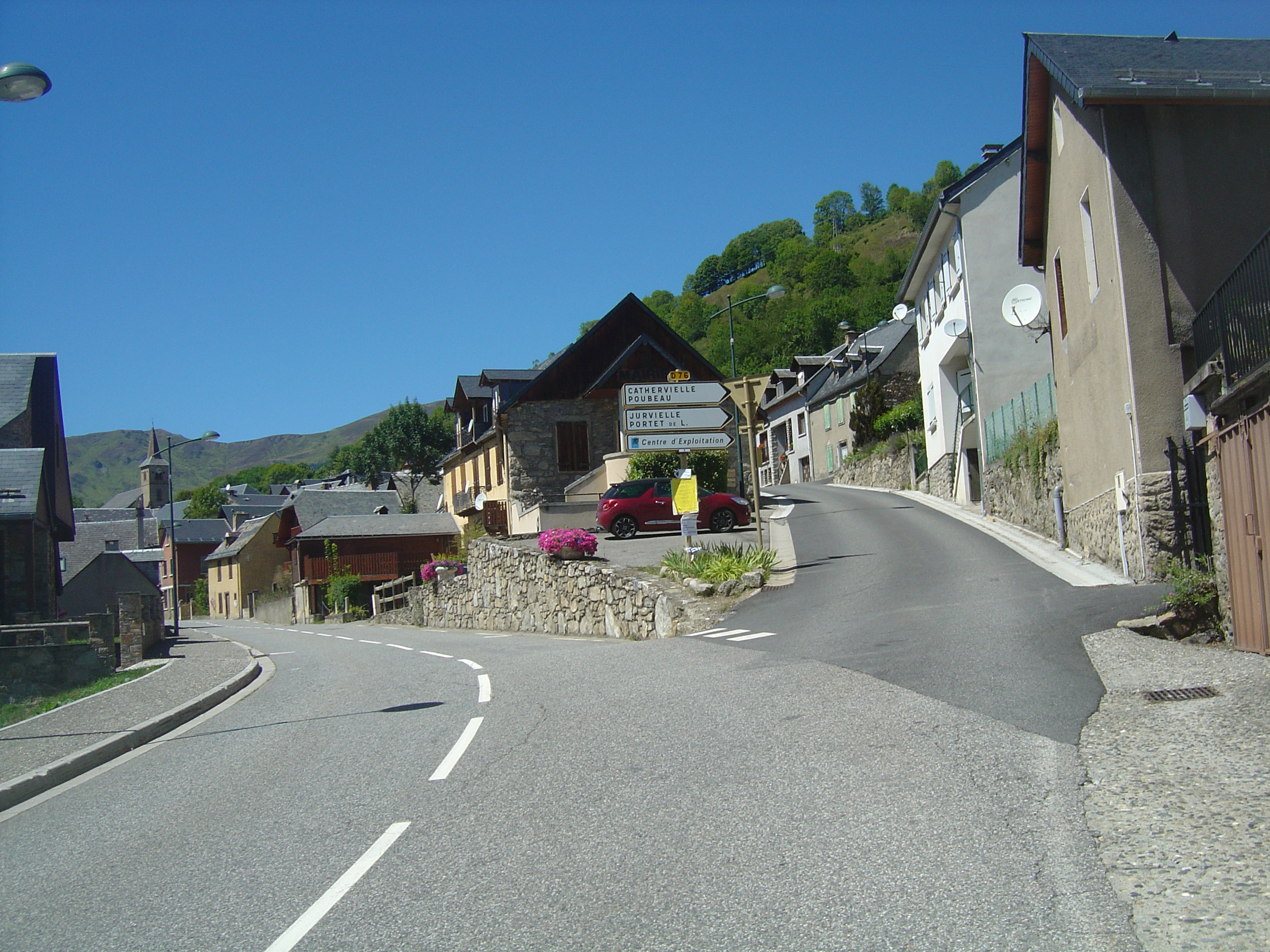
À Garin, la bifurcation entre la route classique (D618) et la variante (D76) passant par d’autres villages.
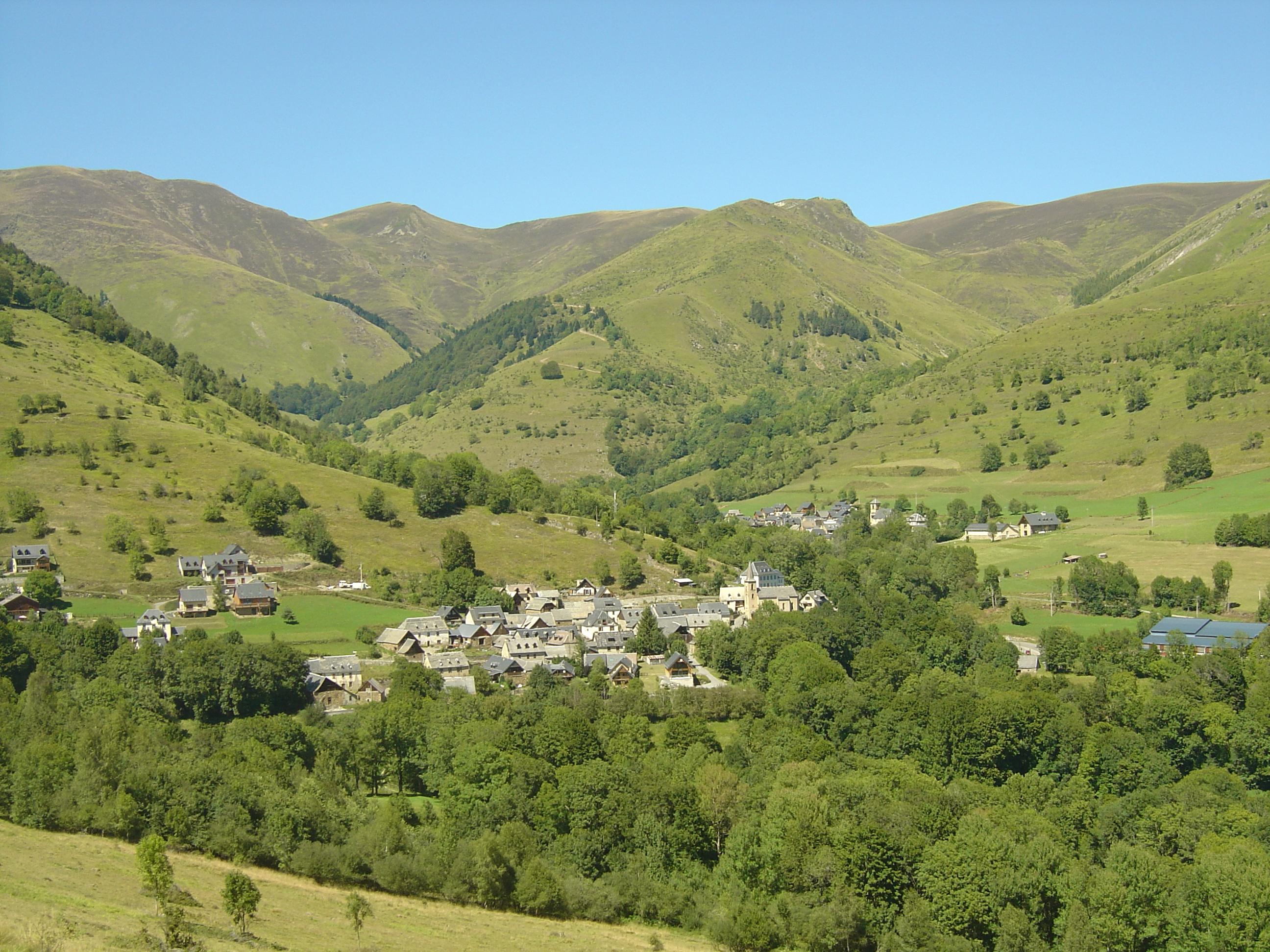
Vue sur Portet-de-Luchon. La D76 passe par ce village.
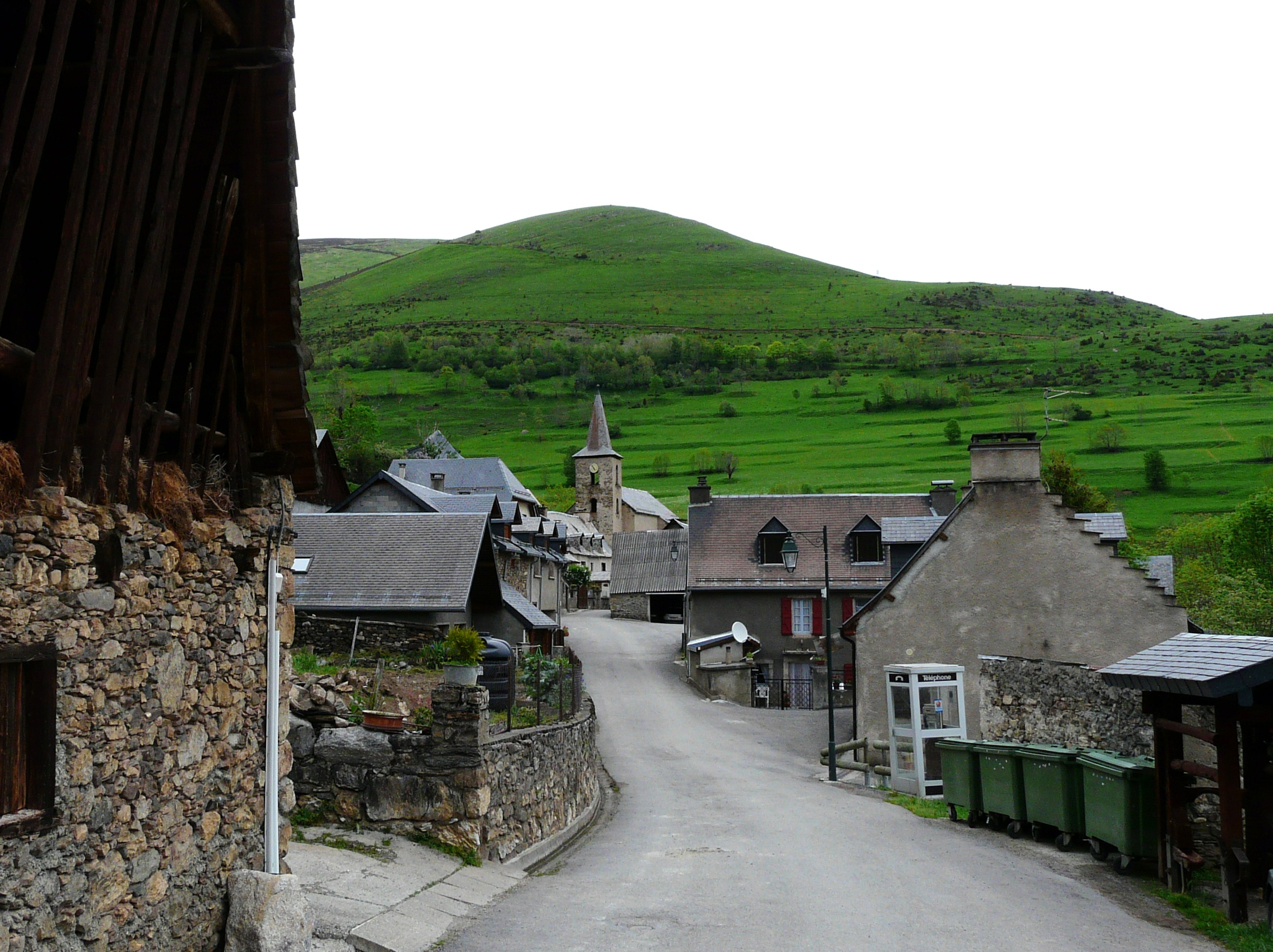
Portet-de-Luchon.
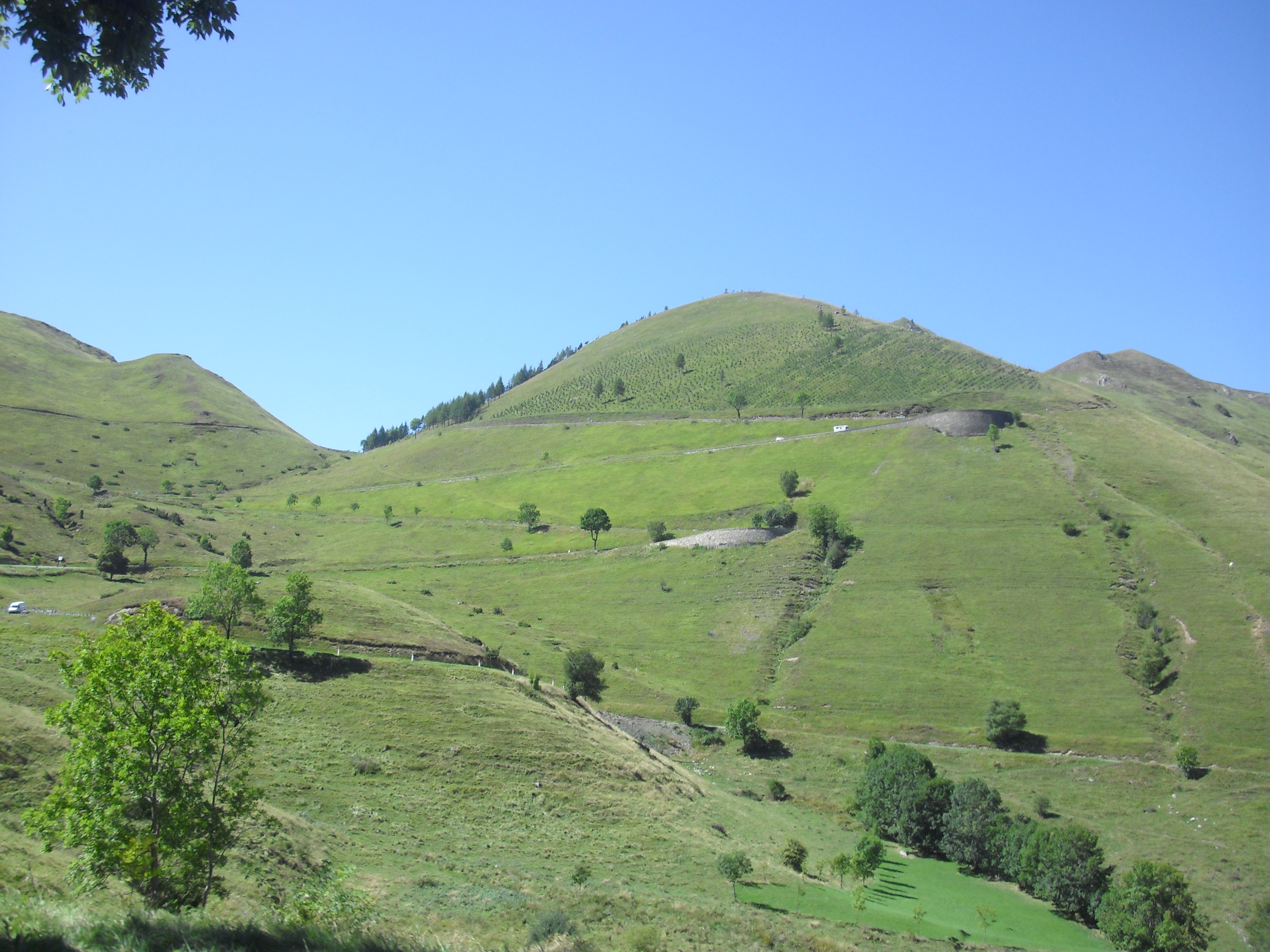
Vue dans les derniers kilomètres sur l’ultime série de lacets.

Dans le magazine Le Cycle hors-série de juillet 2005, Laurent Jalabert a dicté ses impressions sur le col de Peyresourde : « Ce n’est pas un col d’une difficulté extrême car il totalise 14 km depuis Luchon, mais il arrive souvent dans une position stratégique sur le Tour. Il se grimpe vite et devient l’un des plus durs des Pyrénées. La route est belle et large avec quelques paliers. Sur le versant ouest, la partie la plus dure commence juste avant Loudervielle. La sélection se fait là. De l’autre côté, je me souviens que l’on aperçoit bien le sommet lors des deux derniers kilomètres ».

### Tour de France
Ce col a été souvent franchi par le Tour de France cycliste. Avec 71 passages crédités depuis celui de 1910, c'est devenu un classique. En 2012, il est franchi par chacun des deux versants à un jour d'écart mais, lors de la 17e étape, il est enchaîné par la montée finale vers la station de Peyragudes et n'est pas crédité au Grand Prix de la montagne, les points de l'ascension en 1re catégorie pour le maillot à pois étant attribués un kilomètre avant la ligne d'arrivée.

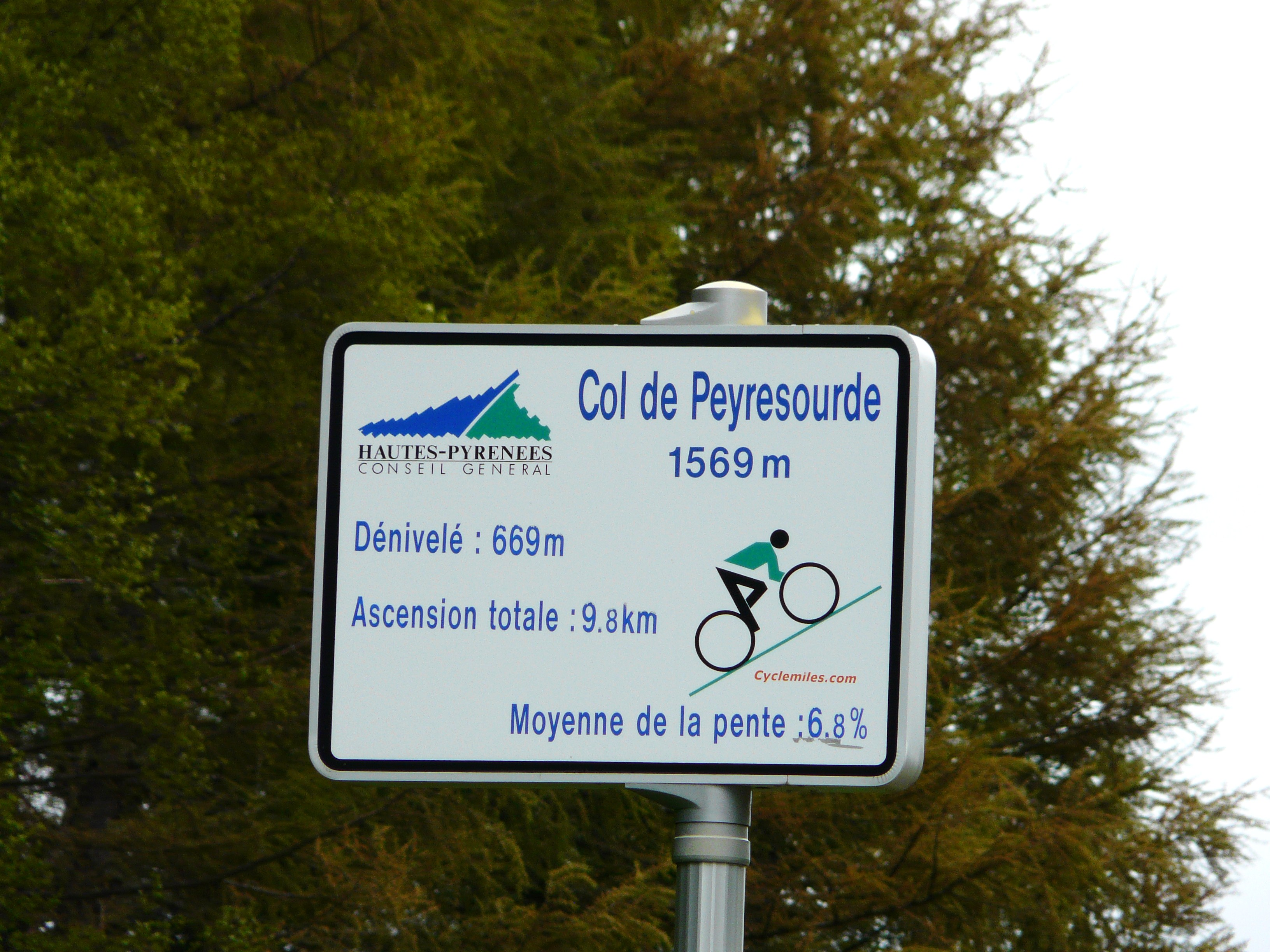
Panneau au col de Peyresourde (versant ouest).

| Année | Étape | Catégorie | 1er au sommet        | Versant grimpé     |
| ----- | ----- | --------- | -------------------- | ------------------ |
| 2025  | 14    | 1         | Thymen Arensman      | Ouest              |
| 2024  | 15    | 1         | David Gaudu          | Ouest              |
| 2021  | 17    | 1         | Anthony Turgis       | Est                |
| 2020  | 8     | 1         | Nans Peters          | Est                |
| 2019  | 12    | 1         | Tim Wellens          | Est                |
| 2017  | 12    | 1         | Mikel Nieve          | Est                |
| 2016  | 8     | 1         | Christopher Froome   | Ouest (Armenteule) |
| 2014  | 17    | 1         | Vasil Kiryienka      | Est                |
| 2013  | 9     | 1         | Thomas De Gendt      | Est                |
| 2012  | 16    | 1         | Thomas Voeckler      | Nord-Ouest         |
| 2010  | 16    | 1         | Sylwester Szmyd      | Est                |
| 2008  | 9     | 1         | Sebastian Lang       | Est                |
| 2007  | 15    | 1         | Alexandre Vinokourov | Est                |
| 2006  | 11    | 1         | David de la Fuente   | Nord-Ouest         |
| 2005  | 15    | 1         | Laurent Brochard     | Est                |
| 2003  | 14    | 1         | Gilberto Simoni      | Est                |
| 2001  | 13    | 1         | Laurent Jalabert     | Est                |
| 1999  | 15    | 1         | Alberto Elli         | Est                |
| 1998  | 10    | 1         | Rodolfo Massi        | Nord-Ouest         |
| 1995  | 15    | 1         | Richard Virenque     | Est                |
| 1994  | 12    | 1         | Roberto Torres       | Est                |
| 1993  | 16    | 1         | Claudio Chiappucci   | Est                |
| 1989  | 10    | 1         | Robert Millar        | Nord-Ouest         |
| 1988  | 15    | 1         | Steven Rooks         | Est                |
| 1986  | 13    | 1         | Bernard Hinault      | Nord-Ouest         |
| 1983  | 10    | 1         | Robert Millar        | Nord-Ouest         |
| 1981  | 6     | 1         | Bernard Hinault      | Est                |
| 1980  | 13    | 1         | Raymond Martin       | Nord-Ouest         |
| 1979  | 3     | 2         | Bernard Hinault      | Est                |
| 1976  | 14    | 1         | Luis Ocaña           | Est                |
| 1974  | 16    | 2         | Vicente López Carril | Est                |
| 1972  | 8     | 2         | Lucien Van Impe      | Nord-Ouest         |
| 1971  | 16    | 2         | Lucien Van Impe      | Est                |
| 1970  | 18    | 2         | Raymond Delisle      | Est                |
| 1969  | 17    | 2         | Joaquim Galera       | Est                |
| 1964  | 16    | 2         | Julio Jiménez        | Est                |
| 1963  | 11    | 2         | Federico Bahamontes  | Nord-Ouest         |
| 1962  | 12    | 2         | Federico Bahamontes  | Nord-Ouest         |
| 1961  | 17    | 2         | Imerio Massignan     | Est                |
| 1960  | 11    | 1         | Kurt Gimmi           | Nord-Ouest         |
| 1959  | 11    | 1         | Valentin Huot        | Nord-Ouest         |
| 1958  | 14    | 1         | Federico Bahamontes  | Nord-Ouest         |
| 1956  | 12    | HC        | Jean-Pierre Schmitz  | Nord-Ouest         |
| 1955  | 17    | 2         | Charly Gaul          | Nord-Ouest         |
| 1954  | 12    | 2         | Federico Bahamontes  | Nord-Ouest         |
| 1953  | 11    | 2         | Jean Robic           | Nord-Ouest         |
| 1952  | 17    | 2         | Antonio Gelabert     | Est                |
| 1951  | 14    | 2         | Fausto Coppi         | Nord-Ouest         |
| 1949  | 11    | 2         | Jean Robic           | Nord-Ouest         |
| 1948  | 8     | 2         | Jean Robic           | Nord-Ouest         |
| 1947  | 15    | 1         | Jean Robic           | Est                |
| 1935  | 16    |           |                      |                    |

### Tour d'Espagne
Le Tour d'Espagne 2013 emprunte le col de Peyresourde lors de la 15e étape, mais les points pour le maillot de meilleur grimpeur sont attribués sur la ligne d'arrivée à Peyragudes.

## Protection environnementale
La forêt domaniale de Peyresourde a été créée par l'État au début du XXe siècle pour protéger la route des avalanches et coulées de boue. Elle est désormais gérée par l'Office national des forêts.